# Wilhelm von Waldow
Wilhelm Hans August von Waldow, également Hans August Wilhelm von Waldow (né le 31 octobre 1856 à Berlin et mort le 27 juillet 1937 dans la même ville) est un avocat administratif allemand en Prusse.

## Biographie
Wilhelm von Waldow est le fils du chef forestier royal prussien et fidéicommis de Dannenwalde, Adolf (Friedrich August) von Waldow (de) (1820-1906) et sa femme Elisabeth née von Rochow (de) -Plessow (1826-1904).
Waldow passe les deux premières années de sa vie à Berlin ; puis la famille s'installe d'abord à Francfort-sur-l'Oder, puis à Posen et enfin à Königsberg à la suite des transferts du père. Le 4 septembre 1874, Wilhelm passe son baccalauréat en tant qu'élève n° 372 à l'école de l'abbaye de Roßleben. De 1874 à 1877, il étudie le droit et les sciences politiques à l'Université Kaiser Wilhelm de Strasbourg, à l'Université de Göttingen et à l'Université Frédéric-Guillaume de Berlin. En 1876, il devient membre du Corps Saxonia Göttingen,. Après avoir terminé avec succès ses études, Waldow travaille à la Cour d'appel de Francfort-sur-l'Oder (de). Il est nommé greffier le 2 janvier 1878, mais sert en 1878/79 comme volontaire d'un an au 2e régiment à pied de la Garde de l'armée prussienne.
Le 1er avril 1881, Waldow entre dans le service administratif supérieur et devient stagiaire du gouvernement. À ce titre, il travaille au district de Dantzig. Après avoir réussi l'examen d'État majeur en 1884, il est nommé évaluateur du gouvernement et employé par le district de Bromberg. Il est ensuite employé au ministère prussien de l'Intérieur à Berlin, au district de Francfort et un an plus tard à nouveau au ministère de l'Intérieur à Berlin. En 1886, il prend en charge l'administration provisoire du bureau de l'arrondissement de Fischhausen dans le district de Königsberg. Après avoir été nommé administrateur le 3 novembre 1886 et avoir travaillé six ans à Königsberg, il prend en charge en 1892 l'administration provisoire de l'arrondissement du Bas-Barnim (de) dans le district de Potsdam. Il encourage la construction de chaussées et de petits chemins de fer et développa le service d'extinction des incendies.
Le 4 août 1890, Waldow épouse Elisabeth von Werder (de) (1866-1950), fille du général Hans von Werder (de) et Rose, née von Albrecht, à Königsberg. Le mariage produit trois enfants, dont deux survivent à leur père.
De 1894 à 1898, Waldow est membre du parlement de l'État prussien. Le 2 février 1898, il devient haut président à Königsberg et le 9 octobre 1899 président du district de Königsberg.
En 1903, il est nommé haut président de la province de Posnanie. Il y assume également les fonctions de vice-président de la Commission d'établissement pour la Prusse-Occidentale et Posnanie, conservateur de l'Académie royale de Posen (de) et président de la Société allemande des arts et des sciences de Posen. À la mort de son père en 1906, Waldow hérite des domaines de Dannenwalde et Gramzow. Dans cette phase, il agit également en tant qu'exécuteur testamentaire pour son cousin Rochus von Rochow-Stülpe et entre ainsi en contact avec le sélectionneur de semences bien connu Ferdinand von Lochow (de). En 1910 il devient conseiller privé réel. En 1911, il est nommé président de la province de Poméranie, avec son siège à Stettin.
Le 6 août 1917, Waldow est nommé ministre d'État et devient secrétaire d'État à l'Office du Reich à l'Alimentation. Lors de la Révolution de novembre, il quitte la fonction publique. À partir de 1920, il travaille comme membre du parlement et plus tard temporairement comme président de l'association d'État libre de Mecklembourg-Strelitz du Parti populaire national allemand.
En 1936, Wilhelm von Waldow devient commandeur honoraire de la coopérative de Mecklembourg de l'Ordre de Saint-Jean. Il rejoint cette congrégation évangélique reconnue en tant que candidat et par la suite en tant que chevalier d'honneur et en 1893, il reçoit le titre de chevalier en 1902. Les sœurs de Waldow, Wilhelmine et Klara, sont également actives dans l'ordre en tant que sœurs caritatives. Et son fils Franz (1894-1961), qui reprend également le domaine de Dannenwalde jusqu'à la réforme agraire, suit également la tradition de son père. Il obtient son doctorat en 1929 de l'Université de Göttingen avec une thèse sur le droit agricole> et est chevalier d'honneur de l'Ordre de Saint-Jean après la Seconde Guerre mondiale.

## Honneurs
- Ordre de l'Aigle rouge de 2e classe avec feuilles de chêne (1906)
- Ordre de la Couronne 2e classe (1909)
- Citoyen d'honneur de Posen, Hohensalza, Schneidemühl et Bartenstein (1910/11)

Dans ce qui est alors l'arrondissement de Bas-Barnim, certaines rues qui appartiennent désormais à Berlin portent le nom de Waldow : en 1900 dans la colonie de Carlshorst, qu'il approuve et co-fonde, Waldowallee, à Oberschöneweide Waldowplatz  et deux Waldowstrassen. Il y a d'autres Waldowstrassen à Hohenschoenhausen, Niederschoenhausen, Mahlsdorf, et Reinickendorf.